# 李叔仁
李叔仁（？—537年），隴西人（又作冀州人），南北朝北魏、西魏政治人物，官至司徒，有弟弟李龍瓌。
李叔仁勇猛强健，從軍有功績賜爵獲城鄉男。南梁豫州刺史王超宗入侵北魏，他擔任揚州刺史薛真度屬下的兼統軍；薛真度派遣他討伐王超宗，大勝，累遷為洛州刺史，假撫軍將軍，之後以軍功封陳郡公，除授光祿大夫、朔州刺史。齊州廣川人劉執、清河太守邵懷聚眾造反，自行設立大行台，朝廷下詔李叔仁討平二人，事成後任官鎮西將軍、金紫光祿大夫，轉授車騎大將軍、儀同三司。邢杲於青州起事，他出任大都督出征淮安，但失利而回。永安三年（530年），李叔仁因事获罪被革职，不久恢復官爵。魏節閔帝初年，加官散騎常侍、開府儀同三司，任涼州刺史。西魏大統二年（536年）獲授司徒，惟次年（537年）他派密使暗中和東魏通和，事敗後被建昌太守賀蘭植所殺。
李叔仁所用的槊比其他人的長而大，當時的人都認為他豪迈。

## 引用
1. 1 2  《北史·卷三十七·列傳第二十五》：李叔仁，隴西人也。驍健有武力，前後數從征討，以功賜爵獲城鄉男。
2. 1 2  《魏書·卷七十三·列傳第六十一》：又冀州人李叔仁，叔仁弟龍瓌，以勇壯為將統。叔仁位至車騎大將軍、儀同三司、陳郡開國公。後為梁州刺史，歿於關西。
3. ↑  《北史·卷三十七·列傳第二十五》：梁豫州刺史王超宗內侵，叔仁時為兼統軍，隸揚州刺史薛真度。真度遣叔仁討超宗，大破之。以功累遷洛州刺史，假撫軍將軍。後以軍功封陳郡公，又除光祿大夫、朔州刺史。
4. ↑  《北史·卷三十七·列傳第二十五》：齊州廣川人劉執、清河太守邵懷，聚眾反，自署大行台。詔叔仁為都督，討平之。除鎮西將軍、金紫光祿大夫，轉車騎大將軍、儀同三司。
5. ↑  《北史·卷五·魏本紀第五》：（大統二年）三月，以涼州刺史李叔仁為司徒，以司徒万俟壽樂幹為太宰。
6. 1 2  《北史·卷三十七·列傳第二十五》：邢杲反于青州，叔仁為大都督，出討於淮，失利而還。永安三年，坐事除名，尋復官爵。節閔帝初，加散騎常侍、開府。後除涼州刺史。遣使密通款於東魏，事覺見殺。叔仁所用之槊，長大異于常槊，時人壯之。
7. ↑  《北史·卷五·魏本紀第五》：（大統三年）十二月，司徒李叔仁自涼州通使於東魏，建昌太守賀蘭植攻斬之。

## 延伸阅读
[在维基数据编辑]
 《北史·卷037》，出自李延壽《北史》